# Meridian (Idaho)
Meridian is een plaats (city) in de Amerikaanse staat Idaho, en valt bestuurlijk gezien onder Ada County.

## Demografie
Bij de volkstelling in 2000 werd het aantal inwoners vastgesteld op 34.919.
In 2006 is het aantal inwoners door het United States Census Bureau geschat op 59.832, een stijging van 24913 (71,3%).

## Geografie
Volgens het United States Census Bureau beslaat de plaats een oppervlakte van
30,5 km², geheel bestaande uit land. Meridian ligt op ongeveer 794 m boven zeeniveau.

## Plaatsen in de nabije omgeving
De onderstaande figuur toont nabijgelegen plaatsen in een straal van 16 km rond Meridian.